# Airbus Beluga XL
Airbus Beluga XL (Airbus A330-700L) là một chiếc máy bay vận tải lớn được đưa vào hoạt động vào năm 2019. Nó dựa trên máy bay A330-200, là chiếc máy bay kế thừa chiếc Airbus Beluga. XL có phần mở rộng trên thân máy bay như Beluga. Nó đang, đã và được thiết kế, xây dựng được vận hành bởi Airbus để di chuyển các thành phần máy bay quá khổ. Chiếc máy bay này đã thực hiện chuyến bay đầu tiên vào ngày 19 tháng 7 năm 2018 tại cơ sở của Airbus ở Toulouse, miền Nam nước Pháp. Chuyến bay thử kéo dài trong 4 tiếng 11 phút.
Beluga XL được phát triển dựa trên mẫu máy bay A330-743L của Airbus, dài hơn 6 m và rộng hơn 2 m so với mẫu Beluga ST đã được đưa vào sử dụng từ giữa những năm 1990. Năng lực chuyên chở của Beluga XL cũng tăng thêm 30%. Beluga XL có chiều cao 19 m, có thể vận chuyển 51 tấn hàng hóa, tương đương trọng lượng bảy con voi đực trưởng thành. Beluga XL giờ đây có thể chuyên chở 2 cánh của mẫu máy bay chở khách A350 thân rộng, động cơ đôi, một tầng, hai lối đi, thay vì chỉ một cánh như trước, với quãng đường tối đa 4.000 km.

## Thiết kế

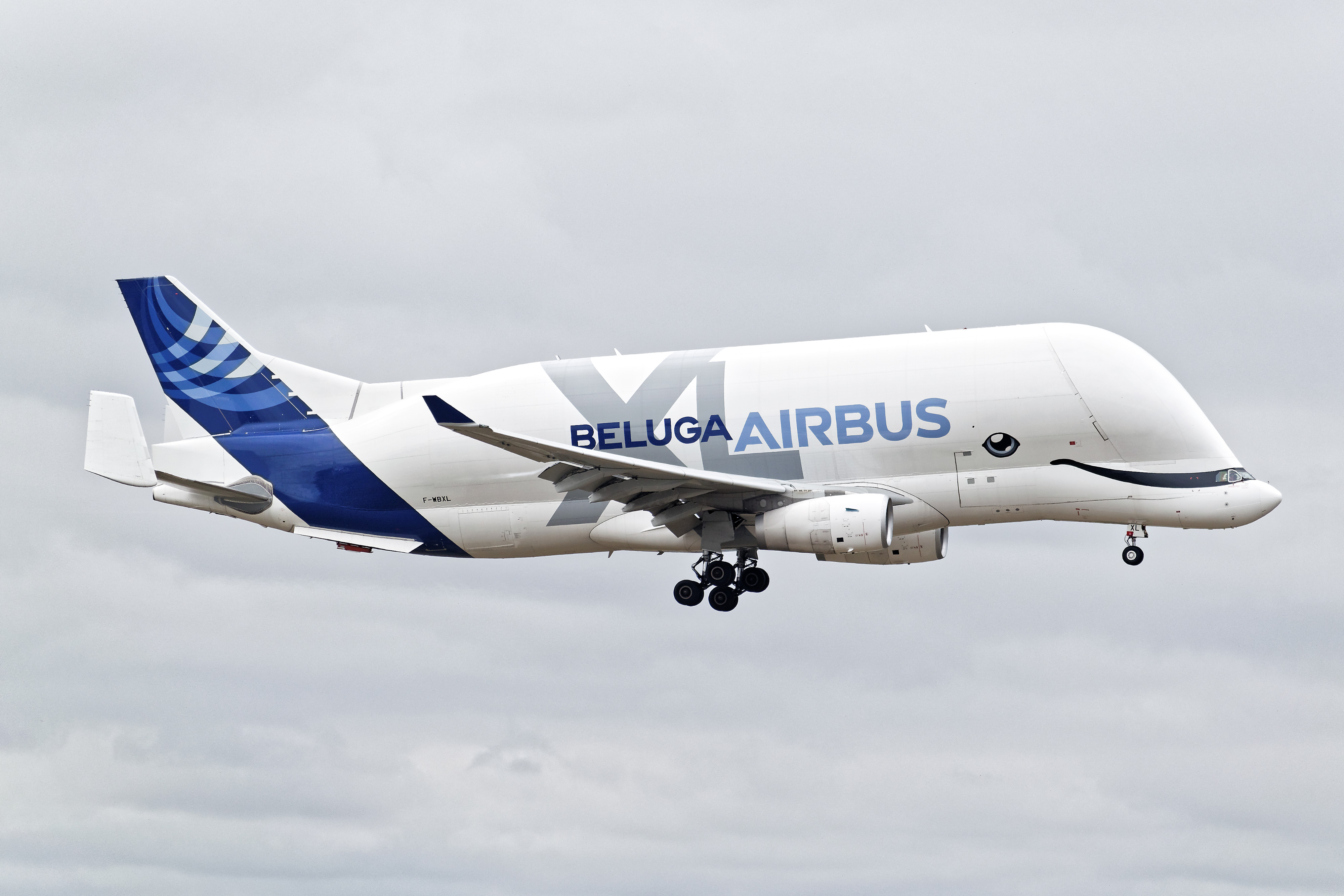
Airbus Beluga XL

Với sức chứa lớn hơn 30% so với BelugaST, BelugaXL có thể chở hai cánh A350 XWB thay vì chở một cánh. Thân máy bay mới dài hơn 6,9 m (23 ft) và rộng hơn 1,7 m (5 ft 7 in) so với chiếc BelugaST nguyên bản và có trọng tải nặng hơn 6 tấn (5,9 tấn dài; 6,6 tấn ngắn). Phần phía sau thiết kế dựa trên A330-300, trong khi phía trước thiết kế dựa trên A330-200 vì lý do trọng tâm, sàn và cấu trúc được gia cố thiết kế như A330-200 Freighter. Các cánh của A330, bộ hạ cánh chính, thân máy bay trung tâm và phía sau tạo thành một nền tảng bán xây dựng với ít hệ thống, không có phần thân phía trên nằm ở phía sau, trong khi phần thân trung tâm phía trên bị cắt bỏ, tạo điều kiện thuận lợi cho kết cấu bằng kim loại.

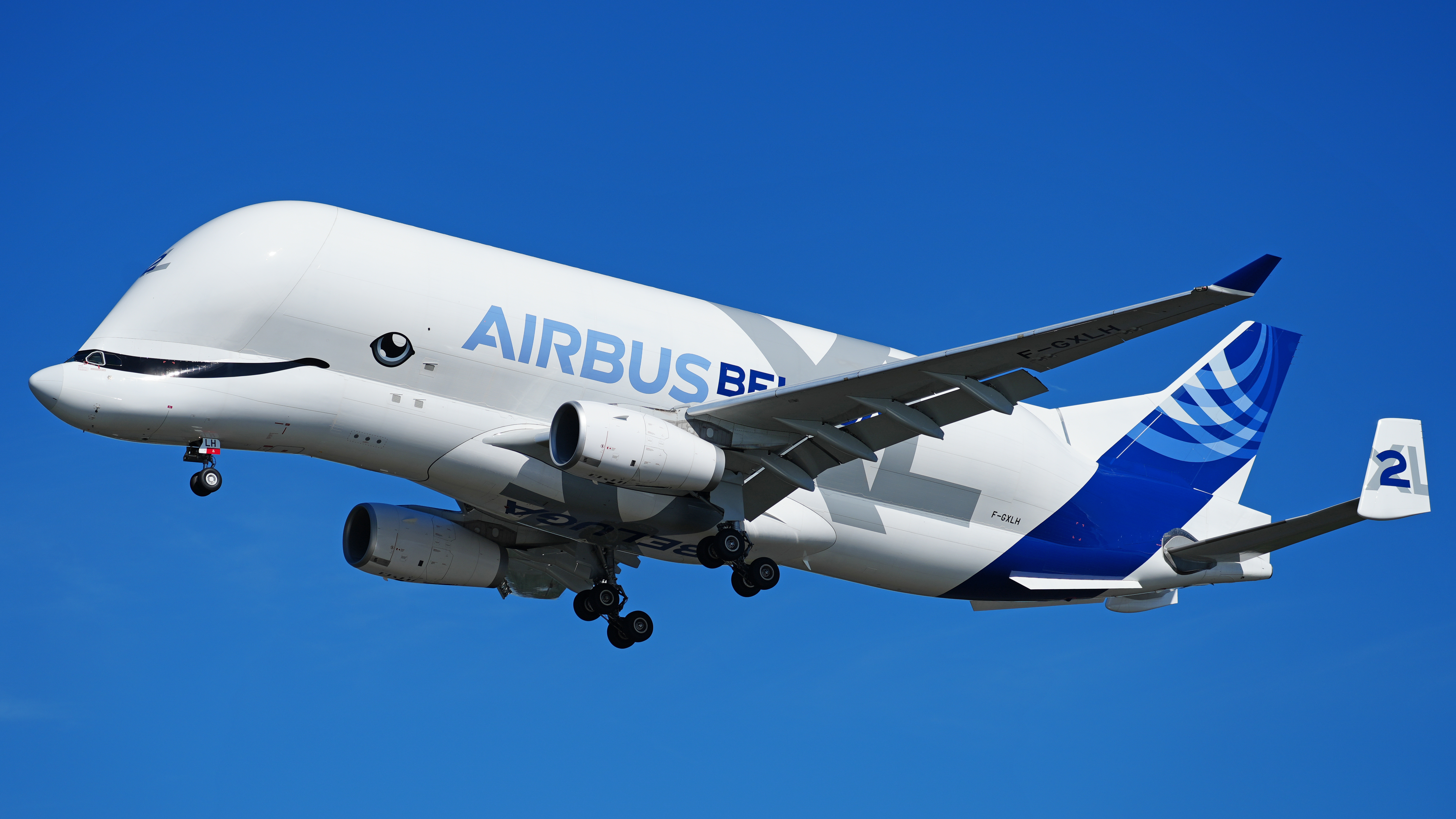
Airbus Beluga XL (A330)

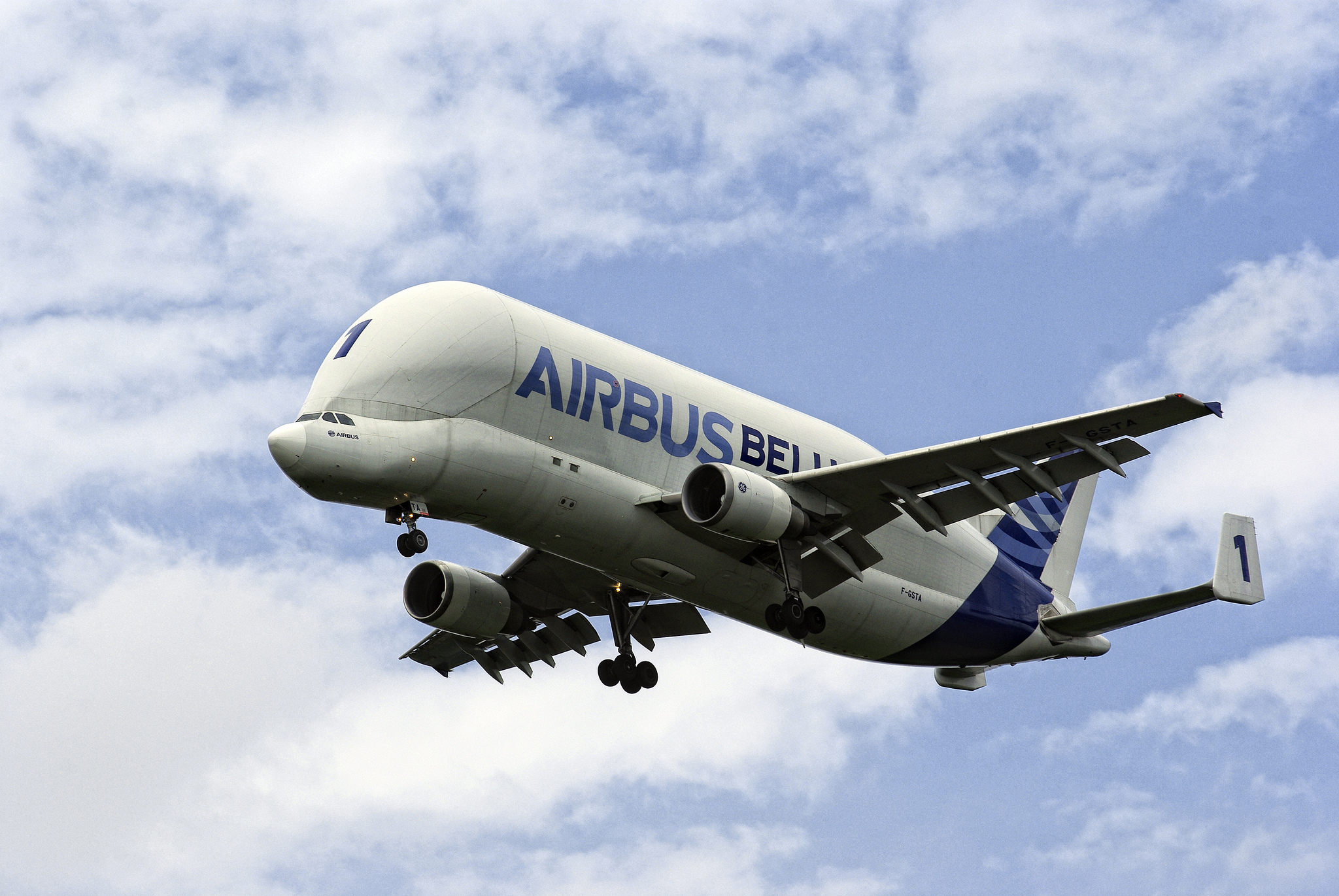
Airbus Beluga bình thường

A330-700L có thể bay ở tốc độ Mach 0,69 lên đến 35.000 ft (11.000 m) trên 2.300 nmi (4.300 km; 2.600 mi) thay vì 900 nmi ban đầu (1.700 km; 1.000 mi). Deharde Aerospace và nhóm P3 cung cấp phần thân trên, trong khi Aciturri sản xuất phần mở rộng máy bay đuôi ngang, các cánh phụ và phần bụng máy bay.

## Thông số kỹ thuật
Dữ liệu lấy từ Airbus.
Đặc tính tổng quan
- Sức chứa: 50,500 kg (111 lb) tải trọng
- Chiều dài: 63,1 m (207 ft 0 in)
- Sải cánh: 60,3 m (197 ft 10 in)
- Chiều cao: 18,9 m (62 ft 0 in)
- Diện tích cánh: 361,6 m2 (3.892 foot vuông)
- Tỉ số mặt cắt: 10.1
- Trọng lượng rỗng: 127.500 kg (281.089 lb)
- Trọng lượng cất cánh tối đa: 227.000 kg (500.449 lb)
- Sức chứa nhiên liệu: 73.000 kg (161.000 lb)
- Đường kính thân máy bay: 8,8 m (29 ft)
- Khoang hàng: 2.209 m3 (78.000 ft khối) volume
- Động cơ: 2 × Rolls-Royce Trent 700 turbofan, 316 kN (71.000 lbf) thrust  mỗi chiếc

Hiệu suất bay
- Vận tốc hành trình: 737 km/h (458 mph; 398 kn) , Mach 0,69 at FL350[5]
- Tầm bay: 4.260 km; 2.647 mi (2.300 nmi) tải trọng tối đa
- Trần bay: 10.668 m (35.000 ft) [5]